# Théorie de la relativité

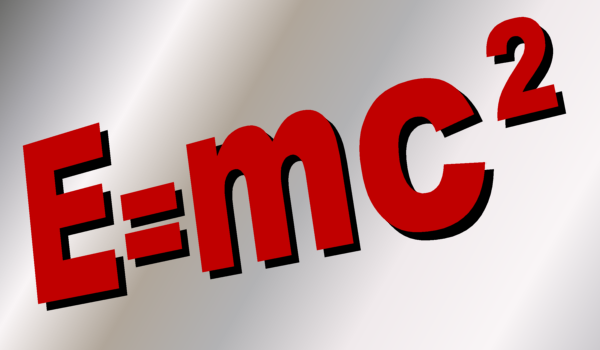
: Formule de la théorie de la relativité d'Albert Einstein.

L'expression théorie de la relativité renvoie le plus souvent à deux théories complémentaires élaborées par Albert Einstein : la relativité restreinte (1905) et la relativité générale (1915). Ce terme peut aussi renvoyer à une idée plus ancienne, la relativité galiléenne, qui s'applique à la mécanique newtonienne.
En 1905, le physicien allemand Max Planck utilise l'expression « théorie relative » (Relativtheorie), qui met l'accent sur l'usage du principe de relativité. Dans la partie discussion de cet article, le physicien allemand Alfred Bucherer utilise pour la première fois le terme « théorie de la relativité » (Relativitätstheorie),.
Les concepts mis en avant par la théorie de la relativité restreinte comprennent plusieurs aspects :
- l'espace-temps : l'espace et le temps doivent être perçus comme formant une seule entité ;
- la vitesse de la lumière dans le vide est invariable, quelles que soient la vitesse de l'observateur et celle de la source lumineuse. Les calculs montrent que dans ces conditions, elle est aussi la vitesse maximale de déplacement, qu'elle n'est atteinte que pour la lumière ou toute entité dépourvue de masse, et doit être considérée comme la vitesse maximale de déplacement de l'information ;
- les mesures de diverses quantités sont relatives à la vitesse de l'observateur. En particulier, le temps se dilate et l'espace se contracte.

Les concepts mis en avant par la théorie de la relativité générale comprennent :
- l'espace-temps se courbe d'autant plus que la masse à proximité est grande ;
- la gravitation influence l'écoulement du temps.

## Critiques
Les critiques de la théorie de la relativité d'Albert Einstein ont surtout été exprimées dans les premières années après sa publication. Différentes raisons expliquent ces critiques. En physique, le paradigme newtonien domine encore largement, lequel avance notamment que l'espace et le temps sont absolus. Le principe de relativité n'étant pas largement admis au sein de la communauté scientifique, il est donc rejeté au profit d'autres théories, qu'elles soient scientifiques ou pseudo-scientifiques. Des philosophes s'opposent aussi au principe, car ils ne maîtrisent pas les mathématiques abstraites nécessaires à sa compréhension. En effet, certains résultats ne peuvent pas être visualisés et elle donne naissance à des paradoxes qui ne peuvent s'expliquer par le . Albert Einstein, d'origine juive, publie à une époque où l'antisémitisme est exprimé avec de plus en plus de violence en Allemagne. En France, des gens rejettent sa théorie sur des bases nationalistes. En Union soviétique, elle est rejetée pour des raisons idéologiques. Néanmoins, la théorie de la relativité restreinte explique plusieurs observations que les autres théories ne peuvent décrire. En 1919, Arthur Eddington publie des résultats qui confirment les prédictions des théories d'Albert Einstein, qui est alors salué dans les médias de masse et comparé à Nicolas Copernic, Johannes Kepler et Isaac Newton.